# Jacob W. Graybill
Jacob Winey Graybill (* 17. April 1861 oder 1872 in McAlisterville, Juniata County, Pennsylvania; † 24. März 1934 in Junction City, Kansas) war ein US-amerikanischer Politiker. Zwischen 1929 und 1933 war er Vizegouverneur des Bundesstaates Kansas.

## Werdegang
Im Jahr 1876 kam Jacob Graybill mit seinen Eltern nach Kansas, wo er für den Rest seines Lebens seinen Wohnsitz haben sollte. Die Familie bewirtschaftete eine Farm im Harvey County. Jacob besuchte die öffentlichen Schulen seiner neuen Heimat. Nach einem anschließenden Medizinstudium an der University of Kansas und seiner 1898 erfolgten Zulassung als Arzt begann er in Mound Ridge in diesem Beruf zu arbeiten. In den Jahren 1903 und 1904 verbesserte er seine medizinischen Kenntnisse an der Philadelphia Polyclinic School und an der University of Pennsylvania. Danach praktizierte er in Newton. Bis 1908 war er auch Gesundheitsbeauftragter des Harvey County. Zwischenzeitlich war er auch als Arzt für die Nationalgarde seines Staates tätig. Außerdem war er Mitglied mehrerer medizinischer Vereinigungen. Politisch schloss er sich der Republikanischen Partei an. Bei den Präsidentschaftswahlen des Jahres 1908 war er einer der Wahlmänner, die William Howard Taft offiziell zum US-Präsidenten wählten.
1928 wurde Graybill an der Seite von Clyde M. Reed zum Vizegouverneur von Kansas gewählt. Dieses Amt bekleidete er zwischen dem 14. Januar 1929 und dem 9. Januar 1933. Dabei war er Stellvertreter des Gouverneurs. Seit 1931 diente er unter dem neuen Gouverneur Harry Hines Woodring.
Jacob Graywill heiratete 1901 in Mexiko-Stadt Joanna M. Jackson, Tochter von Colonel Thomas J. Jackson, einem im amerikanischen Bürgerkrieg am Massaker von Fort Pillow beteiligten Offizier, und Schwester von Cooper Jackson, Geschäftsführer des Mexican Herald. Aus der Ehe gingen die Kinder Russell (geb. 1902) und Harriette (geb. 1903) hervor.
Er starb am 24. März 1934 in Junction City und wurde in Newton beigesetzt.